# Billa (supermarket)
Bila austrijski je lanac supermarketa prisutan u 9 evropskih zemalja sa preko 1500 filijala. Naziv supermarketa je skraćenica od   što u prevodu znači „jeftina prodavnica“. Lanac je osnovao Karl Vlašek 1953. Prodao je svoj kontrolni udeo nemačkoj REWE grupi 1996.

## Istorija
1953. Karl Vlašek je otvorio diskontnu prodavnicu parfema u bečkom okrugu Margareten pod nazivom WKW (Warenhandel Karl Wlaschek, u prevodu Karl Wlaschek Trading). Do 1960. WKW je imao 45 prodavnica u Austriji. 1961. lanac je preimenovan u Billa i počelo je da prodaje hranu, a zatim prešlo na samousluživanje.

## Trenutna tržišta
Bila ima svoje filijale u sledećim zemljama:
| Država          | Broj filijala |
| Austrija        | 1.000+        |
| Češka Republika | 271           |
| Slovačka        | 145           |
| Bugarska        | 156           |

### Austrija
Austrija je domaće tržište lanca. Od marta 2019. Billa je imala 1069 prodavnica u zemlji, odmah iza SPAR-ovih 1538 prodavnica.

### Češka Republika
Prvi Billa supermarket u Češkoj je otvoren u Brnu, 26. oktobra 1991. Kompanija ima 271 prodavnicu u zemlji i zapošljava preko 6.000 radnika. Prodavnice Billa imaju prosečnu prodajnu površinu od 900 m2.

### Slovačka
Billa je otvorila svoju prvu prodavnicu u Slovačkoj 1993.

### Bugarska
Kompanija je otvorila svoj prvi supermarket u Bugarskoj 2000. i od tada se proširila na 49 bugarskih gradova, upravljajući sa ukupno 156 supermarketa zaključno sa decembrom 2023.

## Nekadašnja tržišta
| Država   | Broj filijala | Prodata                               | Godina prodaje |
| -------- | ------------- | ------------------------------------- | -------------- |
| Rusija   | 161           | Lenta                                 | 2021           |
| Italija  | 136           | Carrefour (53) Conad (50) ostali (33) | 2014           |
| Rumunija | 86            | Carrefour                             | 2015           |
| Hrvatska | 62            | Spar                                  | 2016           |
| Ukrajina | 35            | Novus                                 | 2020           |
| Mađarska | 21            | Spar                                  | 2002           |
| Poljska  | 14            | E.Leclerc                             | 2009           |